# NGC 3011
NGC 3011 في الفهرس العام الجديد، هي مجرة، تقع في كوكبة الأسد. اكتشفت في 21 أبريل 1886 بواسطة لويس سويفت.

## روابط خارجية
- NGC 3011 على موقع ويكي سكاي: DSS2, SDSS, GALEX, IRAS, Hydrogen α, X-Ray, Astrophoto, Sky Map, Articles and images